# 70e division d'infanterie (Royaume-Uni)
Pour les articles homonymes, voir 70e division d'infanterie.
La 70e division d'infanterie fut une unité de la British Army qui combattit durant la Seconde Guerre mondiale. À l'origine, cette unité est issue de la 7e division d'infanterie, formée en 1938 au sein de la Palestine mandataire, au cours de la révolte arabe. Cette division est ensuite transférée en Égypte au moment de l'éclatement de la Seconde Guerre mondiale. Elle devient alors la 6e division d'infanterie qui prend part à la bataille de Crète et à la Campagne de Syrie (1941). Le 10 octobre 1941, la 6e division devient la 70e division, dans le but de tromper les services de renseignement de l'Axe à propos de la réalité des forces britanniques au Moyen-Orient.
La Royal Navy transporte la division à Tobrouk du 19 septembre au 25 octobre, dans l'optique de soulager la garnison principalement australienne qui défend le port depuis presque sept mois et le début du siège de Tobrouk. Soumise à des attaques aériennes et à des tirs d'artillerie quotidiens, la division parvient à défendre le port, menant à bien des attaques nocturnes contre les positions italiennes et allemandes. Le 18 novembre, la 8e armée britannique lance l'opération Crusader et la 70e division a pour mission de briser l'encerclement de Tobrouk à la suite de la destruction des forces blindées de l'Axe. Après des premiers succès inattendus, l'unité commence son offensive le 21 février, avant que les forces blindées adverses n'aient été vaincues. Des combats violent s'ensuivent alors, alors que les hommes de la 70e division s'emparent de positions ennemies bien défendues. La menace imminente de l'intervention des chars de l'Axe met fin à cette tentative de sortie le lendemain. En réaction, les Allemands lancent plusieurs contre-attaques pour repousser les Britanniques des positions conquises. L'absence de succès de ces attaques a un impact stratégique durable sur l'opération Crusader puisque les forces de l'Axe doivent entamer leur repli et lever le siège de Tobrouk. Deux membres d'unités rattachées à la division sont récompensés de la Victoria Cross pour leurs actions durant l'opération Crusader.
Après la bataille de Tobrouk, la division est retirée du front et placée en réserve. Au moment de l'entrée en guerre du Japon, la division est envoyée en Inde. Elle est alors considérée comme la formation britannique la mieux entraînée et la plus expérimentée en Asie. En Inde, la division compose une force de réserve pour s'opposer à un éventuel débarquement japonais et s'entraîne à la guerre dans la jungle. Elle sert aussi de force de police, défendant les voies de chemin de fer et réprime des opérations de désobéissance civile du mouvement Quit India. Il est à un moment donné demandé que la division soit envoyée en Birmanie pour combattre les Japonais mais elle est envoyée auprès de la Special Force connue sous le nom de Chindits. Ce transfert fait l'objet d'oppositions de la part des principaux généraux en Inde et en Birmanie et suscite la controverse au sein des soldats de la division. En dépit de ces plaintes, la division disparaît et cesse officiellement d'exister le 24 novembre 1943. Les historiens Woodburn Kirby et William Joseph Slim (qui dirige les troupes britanniques en Birmanie durant la guerre) pensent que la division aurait été plus efficace contre les Japonais si elle avait été maintenue.

## Histoire

### Révolte arabe en Palestine
Au cours de l'année 1936, une révolte arabe éclate dans la Palestine mandataire administrée par le Royaume-Uni. Les troupes britanniques sont envoyées pour la réprimer mettent fin à la première phase de la révolte à la fin de l'année. Les combats reprennent rapidement et atteignent leur plus forte intensité durant le printemps de 1938. Dans le cadre des tensions croissantes en Europe, les Britanniques commencent à retirer des troupes de Palestine pour les déployer ailleurs. La conclusion des accords de Munich le 30 septembre 1938 apaisent les tensions en Europe et évitent, pour un temps, la guerre. De ce fait, les Britanniques peuvent reprendre leurs opérations militaires en Palestine.
La 7e division d'infanterie est formée le mois suivant et placée sous le commandement du général Richard O'Connor. Elle est déployée en Palestine pour remplir des missions de sécurité interne, en tant que composante d'une force de 18 500 hommes dans l'ensemble de la région, chargée de réprimer la rébellion,. Dans le même temps, les combattants palestiniens se sont emparés de la vieille cité de Jérusalem. Les hommes d'O'Connor parviennent progressivement à nettoyer la région, déclarant la vieille cité vide de rebelles le 19 octobre. Le même jour, la division s'empare d'Acre et, à la fin du mois, ils libèrent Jaffa des rebelles. De nombreux Palestiniens sont faits prisonniers et les activités rebelles dans la zone baissent significativement. Au nord, la 8e division et les Special Night Squads sont engagées dans des opérations de contre-insurrection particulièrement violentes, soutenues par un officier de la division. Robert Haining, le général britannique commandant les troupes anglaises en Palestine et en Transjordanie écrit à la fin de l'année 1938 que « les violences excessives, les vengeances et les tueries de sang froid » doivent être réduites. De même, O'Connor s'oppose à des mesures prises dans le Nord, écrivant que « la dureté, les violences excessives inhérentes à l'action de nos soldats » doivent être jugulées. Au cours des opérations à Jérusalem, seuls quatre rebelles sont tués. Au début de l'année 1939, la révolte se termine.

### Seconde Guerre mondiale

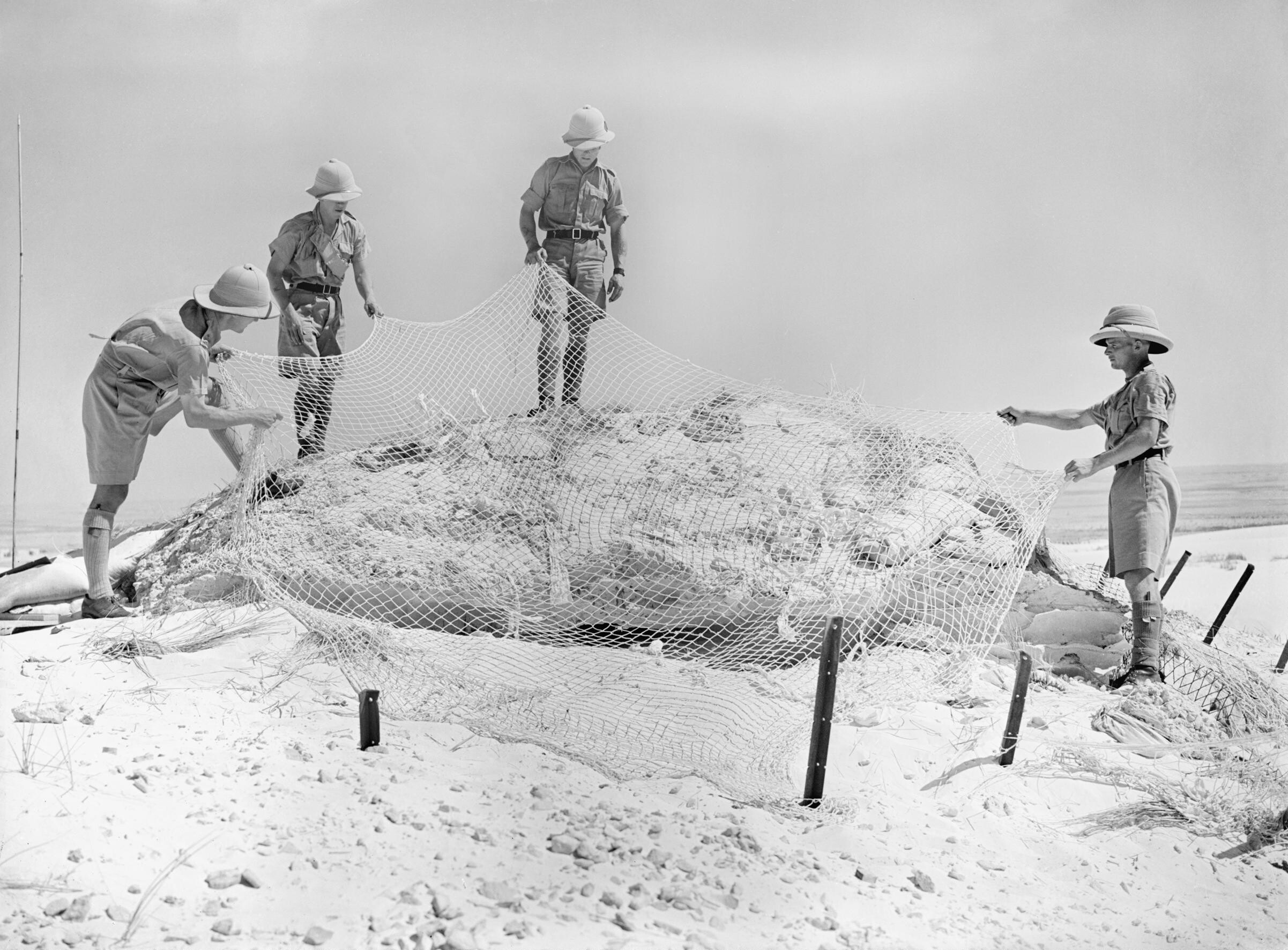
L'infanterie camoufle une position de tir à Marsa Matruh en 1940.

Le 1er septembre 1939, l'invasion de la Pologne déclenche la Seconde Guerre mondiale, le Royaume-Uni déclarant la guerre à l'Allemagne deux jours plus tard. Le 31 août, le quartier-général de la 7e division d'infanterie cesse de diriger ses troupes. O'Connor et l'état-major divisionnaire quittent Jérusalem pour rejoindre Le Caire. De là, ils se dirigent vers Marsa Matruh, où ils arrivent le 7 septembre. L'état-major reçoit alors la direction des troupes présentes dans la région, à l'exception de la 7e division blindée. L'historien britannique I. S. O. Playfair considère que cette décision est prise pour alléger le fardeau sur le général Henry Wilson, le commandant en chef des troupes britanniques en Égypte, qui avait la responsabilité directe du contrôle des opérations dans la zone, en plus du commandement de toutes les troupes en Égypte. Du fait des problèmes logistiques liés au maintien de forces importantes dans le Désert Libyque et sur la frontière égypto-libyenne, Marsa Matruh est la base avancée britannique, recevant l'approvisionnement par chemin de fer. Elle est située à 320 kilomètres à l'ouest d'Alexandrie et à 190 kilomètres de la frontière et elle a été choisie pour protéger les pistes d'atterrissage de Royal Air Force situées à proximité et pour défendre le delta du Nil. En outre, Marsa Matruh est située suffisamment loin de la frontière pour servir la stratégie britannique consistant à attirer les Italiens vers eux, pour ensuite contre-attaquer après qu'ils ont commencé à souffrir de problèmes de ravitaillement.
Le 3 novembre, la division devient la 6e division d'infanterie. Au début, elle ne comprend que le personnel situé à l'arrière et la 22e brigade d'infanterie. Lors des mois qui suivent, les 14e et 16e brigades d'infanterie sont incorporées dans l'unité, alors qu'elles arrivent en Égypte depuis la Palestine. Le 10 juin 1940, l'Italie déclare la guerre au Royaume-Uni et à ses alliés. Sept jours plus tard, la 6e division d'infanterie est dissoute et son état-major est incorporé dans le personnel de commandement de la Western Desert Force (WDF). Au début du mois de septembre 1940, les forces italiennes basées en Libye envahissent l'Égypte. Trois mois plus tard, la WDF lance l'opération Compass. Celle-ci est un succès et est prolongée. En deux mois, la WDF progresse de 800 kilomètres, occupe la province italienne de la Cyrénaïque et détruit la 10e armée italienne. L'opération est interrompue en février 1941, pour donner la priorité à la bataille de Grèce.

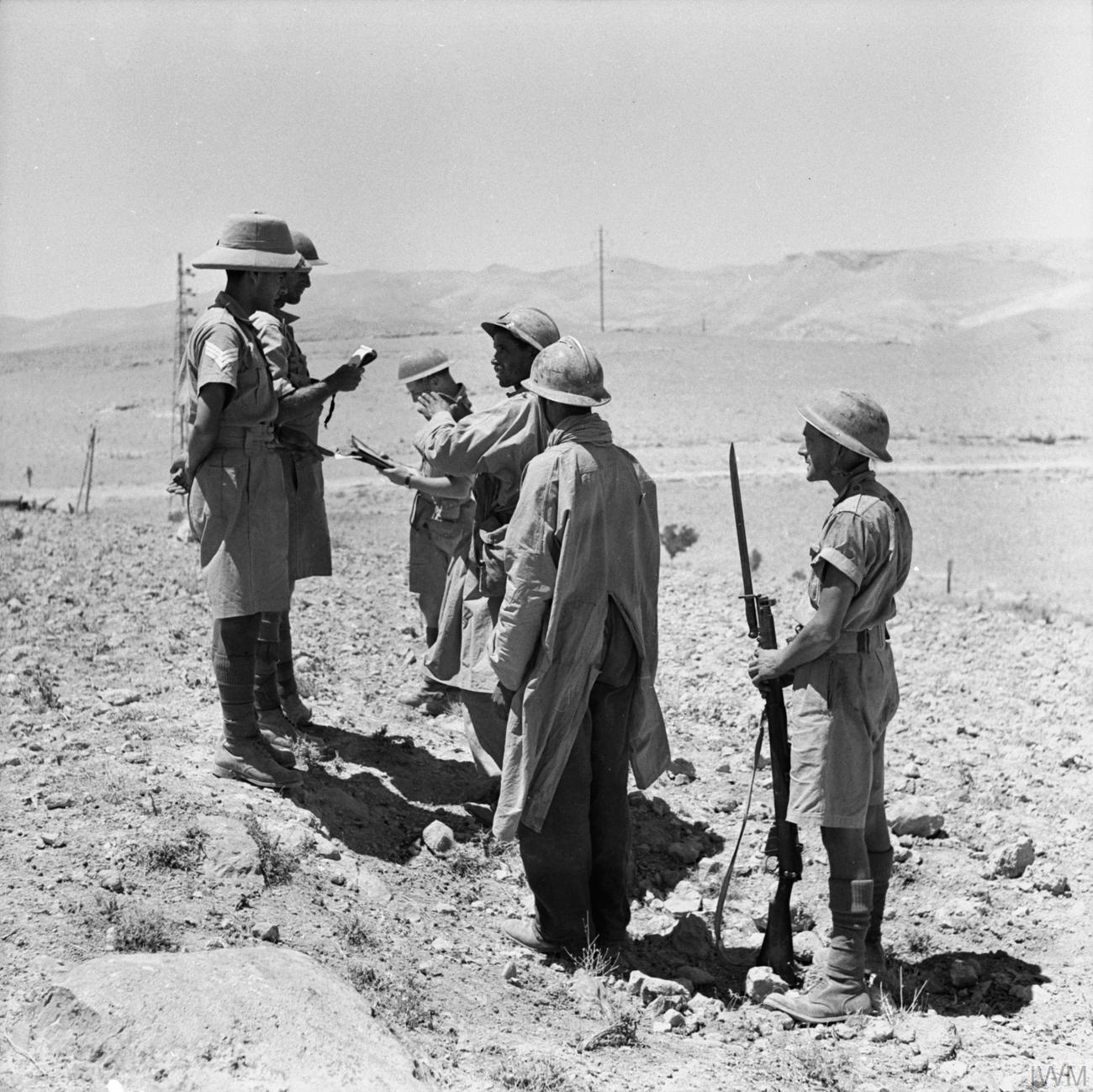
Des soldats britanniques interrogent des soldats français du régime de Vichy capturés en Syrie.

Le 17 février 1941, la 6e division d'infanterie est recréée en Égypte. Elle est initialement composée des 16e et 22e brigades de la Garde, positionnées en Égypte, mais manque d'artillerie et d'armes de support. La 22e brigade est rapidement retirée et est remplacée par les 14e et 23e brigades d'infanterie. La division s'entraîne alors pour des missions en amphibie dans le Dodécanèse. Toutefois, la détérioration rapide de la situation en Afrique du Nord avec l'arrivée de l'Afrika Korps dirigée par Erwin Rommel entraîne la perte des territoires pris aux Italiens lors de l'opération Compass. De ce fait, la 6e division d'infanterie est affectée de nouveau à la défense de l'Égypte. Alors qu'elle avait été sélectionnée pour être déployée en Crète, où la 14e brigade est positionnée depuis le mois de novembre, elle s'installe désormais sur des positions défensives à Marsa Matruh. Dans le même temps, la 14e brigade défend l'aéroport d'Héraklion lors de la bataille de Crète, face à 2 000 parachutistes allemands déployés dans la zone le 20 mai. Toutefois, les Allemands parviennent à pénétrer dans Héraklion, avant que les forces anglo-grecques ne parviennent à reprendre la ville après d'importants combats. En dépit de lourdes pertes, les parachutistes parviennent à s'enterrer sur les collines entourant les positions de la 14e brigade. En raison de la détérioration progressive de la situation en Crète, la 14e brigade est évacuée par la Royal Navy le 29 mai. Sur le chemin de l'Égypte, elle subit les bombardements de la Luftwaffe, les pertes s'élevant à 800 hommes.

## Histoire opérationnelle

### Tobrouk

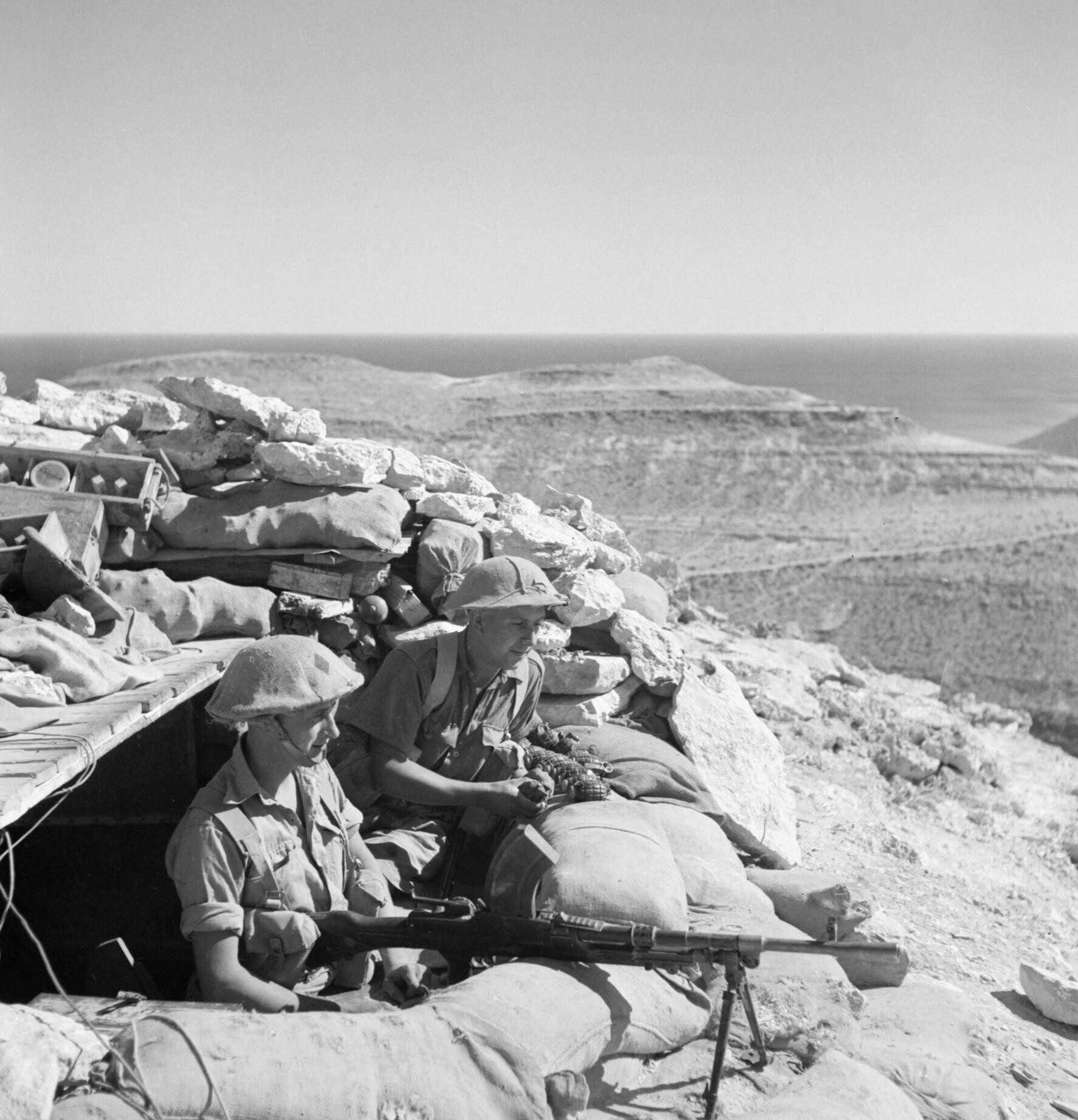
Hommes du 2e bataillon du Royal Leicestershire Regiment à Tobrouk.

En février 1941, les forces italo-allemandes lancent l'opération Sonnenblume en Cyrénaïque, forçant les troupes alliées à se replier dans le courant des mois de mars et d'avril. Richard O'Connor, désormais général en chef des troupes en Égypte, est capturé. La 9e division d'infanterie australienne se replie sur la forteresse portuaire de Tobrouk. Le reste des troupes britanniques et du Commonwealth se retirent à 160 kilomètres vers l'est, sur Sollum et la frontière égypto-libyenne.
C'est à ce moment que débute le siège de Tobrouk. Si la garnison est isolée sur le plan terrestre, elle continue d'être ravitaillée par la Royal Navy et la première offensive de l'Axe échoue à s'emparer du port. Cet échec est significatif car les positions de Rommel à Sollum sont situées au bout d'une longue chaîne de ravitaillement depuis Tripoli, menacée par la garnison de Tobrouk. En outre, le siège de cette position mobilise des forces substantielles, ce qui empêche Rommel de progresser plus loin en Égypte. Grâce à la forteresse de Tobrouk, les Alliés peuvent reprendre l'initiative.
À l'époque, le principe de l'utilisation de la Deuxième force impériale australienne est de concentrer toutes les forces dans un Corps australien et sous le commandement australien. Or, en juin, les troupes australiennes sont dispersées dans le Moyen-Orient, à Chypre et en Afrique du Nord. Cela provoque l'inquiétude du gouvernement australien et débouche sur une lettre du Lieutenant-général Thomas Blamey, écrite le 18 juillet, à destination du général Claude Auchinleck, le nouveau commandant de toutes les forces en Afrique du Nord et au Moyen-Orient. Il y déclare que « La politique convenue entre les gouvernements britanniques et australiens pour l'emploi des troupes australiennes est que ces troupes doivent opérer au sein d'une force unique »,. Blamey souligne aussi que les troupes à Tobrouk montrent une détérioration de leur état de santé, en raison du siège, ce qui pourrait conduire à des pertes considérables si elles ne sont pas remplacées par des troupes fraîches. Cela provoque des tensions diplomatiques entre Winston Churchill et le gouvernement australien qui se poursuivent après la guerre, transformant ce qui était une « requête raisonnable en juillet » en une « requête risquée en octobre » selon Graham Freudenberg.

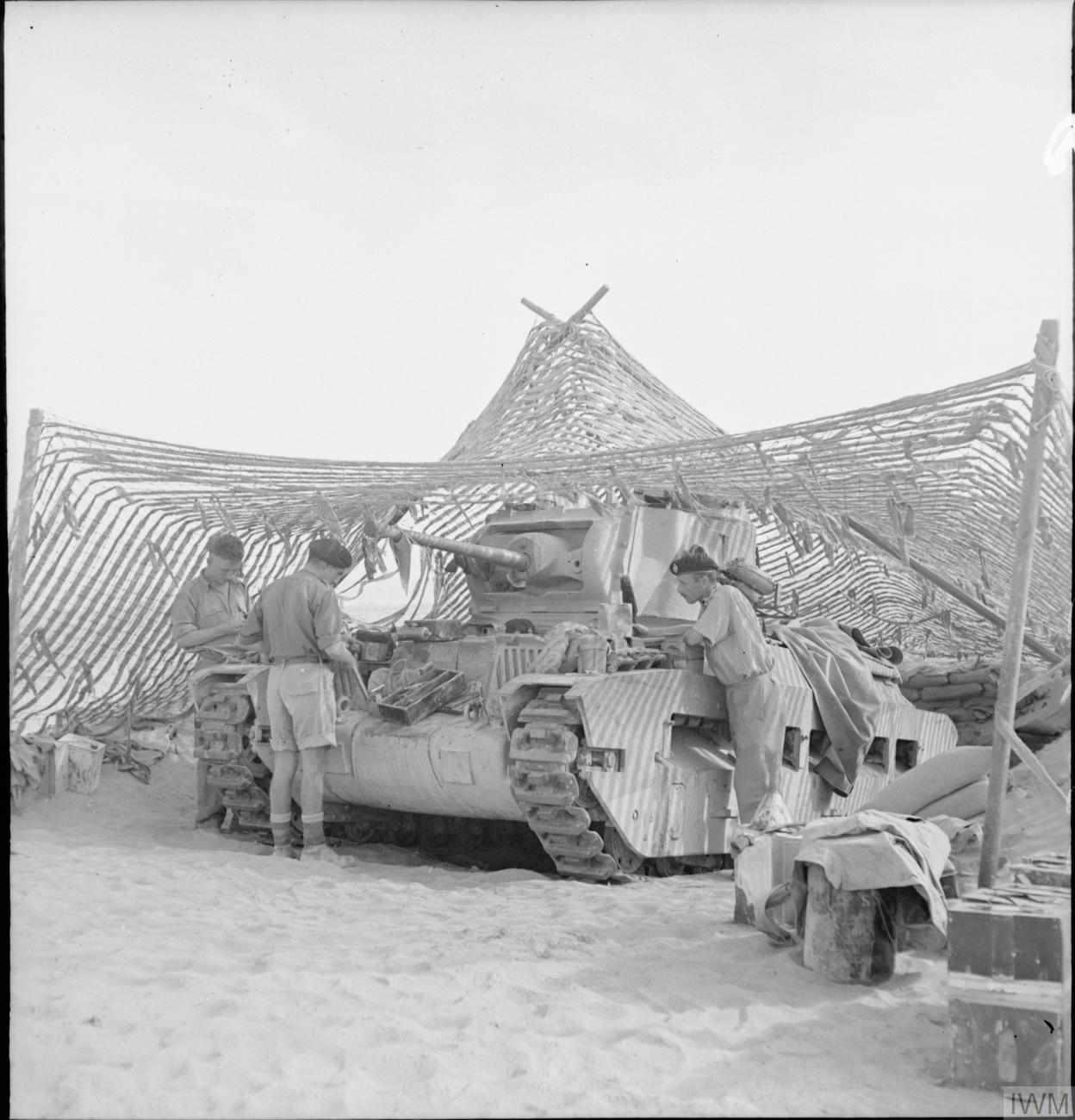
Un Matilda à Tobrouk.

Finalement, la relève de la garnison par des troupes fraîches fait l'objet d'un accord. Dans un premier temps, la 1re brigade polonaise des Carpates remplace la 18e brigade d'infanterie australienne. Ensuite, la 16e brigade d'infanterie de la 6e division d'infanterie, complétée d'éléments de 32e brigade blindée prend la place de la 24e brigade d'infanterie australienne. Le 10 octobre, alors qu'elle est complètement déployée, la 6e division est renommée 70e division pour tromper le renseignement de l'Axe et le Major-Général Ronald Scobie y est placé à sa tête.
La dernière étape de la relève prend place entre le 12 et le 25 octobre. Les derniers éléments de la 70e division sont transférés à Tobrouk et le reste la garnison australienne est évacué. Au total, ces opérations entraînent l'évacuation de 47 280 hommes (dont les prisonniers), remplacés par 34 113 hommes. En outre, le nombre total de chars à Tobrouk est porté à 126. Le 22 octobre, la 32e brigade blindée est rattachée à la 70e division et Ronald Scobie prend le commandement de la garnison.
Avant leur retrait, les Australiens briefent les troupes britanniques. Par la suite, les hommes de la 70e division remplacent les Australiens et prennent en charge la défense de Tobrouk. Selon le Black Watch Regiment, cette mission constitue le « poste le plus honorable ouvert aux soldats britanniques ». La vie des soldats y est inconfortable. L'eau fraîche y est rare, se laver relève du luxe et ne peut se faire qu'avec de l'eau de mer, les lames de rasoir sont peu nombreuses, la nourriture y est aussi basique que les tempêtes de sable sont courantes. Les troupes sont engagées dans une routine difficile, marquée des bombardements quotidiens des deux côtés, des raids aériens ennemis toutes les nuits sur le port et des patrouilles nocturnes. Celles sont décrites par Black Watch Regiment comme des opérations de guerre typiques de la guerre de 14-18, allant de missions de reconnaissance pour identifier certaines positions adverses à des actions de capture de prisonniers voire à des raids de grande envergure contre les forces de l'Axe. Pour mettre fin à cette situation, Auchinleck et Rommel planifient, en même temps deux opérations offensives. Le général allemand veut prendre la ville et espère lancer l'assaut entre le 20 novembre et le 4 décembre tandis qu'Auchinleck prévoit de libérer Tobrouk à une date tout juste plus précoce.

### Opération Crusader

Champ de bataille de l'opération Crusader.

Auchinleck donne pour mission au XXX Corps (dirigé par Charles Norrie), comprenant les blindés britanniques, de contourner le flanc sud de l'Axe, laissé dans défense, au sud de Sidi Omar, avant de se diriger vers Tobrouk et d'engager les unités blindées italiennes et allemandes. Une fois ces dernières vaincues, les Britanniques doivent poursuivre en direction de Tobrouk, dans le but de s'emparer de Sidi Rezegh, tandis que la garnison doit briser l'encerclement et prendre Ed Duda, coupant ainsi les lignes de communication ennemies. Le 18 novembre, la 8e armée lance son offensive. Rommel, croyant que cette attaque est une tentative pour le détourner de son projet de prendre d'assaut Tobrouk, décide de ne pas s'opposer résolument à l'offensive britannique. De ce fait, les Britanniques peuvent s'emparer de Sidi Rezegh tandis qu'il est suggéré que la 70e division lance son attaque le 21 novembre, avant que les blindés de l'Axe n'aient été vaincus. Le plan pour briser l'encerclement a été bien préparé. Différentes unités (le 2e bataillon du York and Lancaster Regiment, le 2e Black Watch, le 2e King's Own Royal Regiment et le 2e Régiment royal de la Reine doivent diriger l'offensive contre les blindés, soutenus par la 32e brigade blindée.

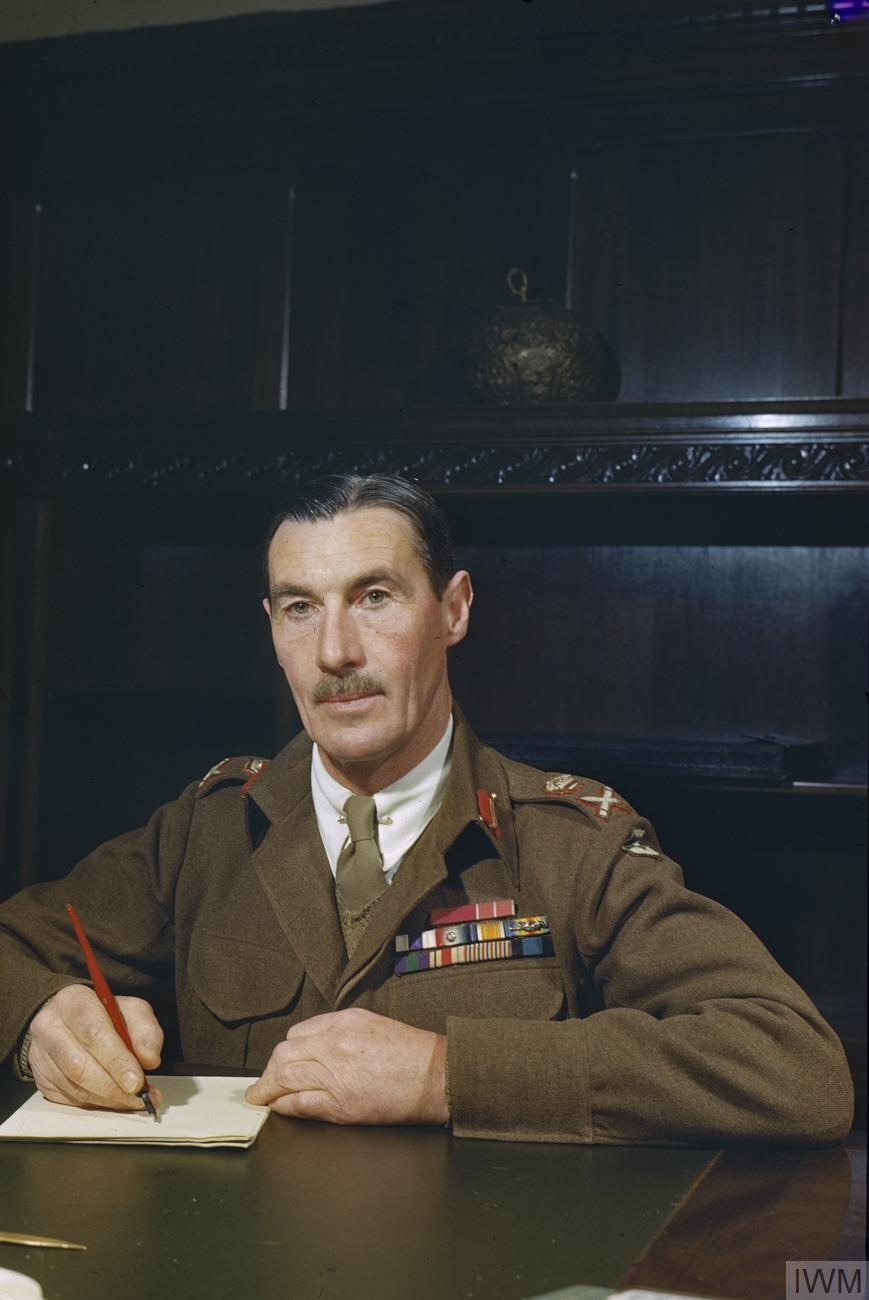
Le général Ronald Scobie, dirigeant la et la garnison de Tobrouk.

Grâce à la couverture offerte par la nuit, les hommes peuvent progresser et créer des brèches dans les barbelés et les champs de mines situés devant leurs positions. De même, ils parviennent à boucher les fossés antichars. A six heures trente le 21 novembre, la division peut commencer son attaque contre les positions de la division Bologna et de la 90e division légère allemande. Les positions de l'Axe sont alors bien fortifiées, protégées par des mines et des barbelés, soutenues par des mitrailleuses et de l'artillerie. La première position, dont le nom de code est Butch, est prise à neuf heures, bientôt suivie par Jill. Toutefois, deux tentatives pour prendre la position Tugun sont repoussées par les défenseurs italiens. Plus encore, la position Tiger défendue par des Allemands et des Italiens offrent la plus forte résistance. Les chars Matilda pénètrent dans des champs de mines non détectés et subissent le feu des armes antichars adverses. L'unité Black Watch, qui subit sur son flanc les tirs venant d'autres points forts de la défense de l'Axe et soumise aussi au feu des défenseurs de Tiger, conduit une charge à la baïonnette au son des cornemuses et finit par s'emparer de la position, avec le renfort du 1er régiment royal de tank et du 4e régiment royal de tank. Le bataillon Black Watch subit des pertes estimées à 75 % de ses effectifs, qui se réduisent à seulement 165 hommes,,.
En dépit de ses pertes, le bataillon Black Watch lance une autre attaque pour s'emparer de la position Jack. Le major Meythaler, l'officer commandant le secteur allemand lors de l'attaque, rapporte que neuf chars britanniques sont détruits par des mines. Quelques minutes après, à dix-heures trente, le bataillon Black Watch submerge la position de l'Axe. Le 1er Régiment blindé royal s'empare de Wolf mais est repoussé par les armes antichars quand il tente de prendre d'assaut Freddie. Au cours de l'après-midi, une nouvelle attaque permet de prendre une partie de Tugun mais la progression est interrompue par l'artillerie italienne. Quant à l'assaut final destiné à prendre Ed Duda, il est repoussé, du fait des événements ayant lieu au sud. À la fin de la journée, une brèche profonde de 3 700 mètres a été ouverte par les assiégés, tandis que 527 soldats italiens ont été capturés et 59 blindés de la 32e brigade blindée ont été perdus, même si la moitié sont réparés. Le journal de guerre de la 90e division légère décrit les actions de la journée comme « très sérieuse », concluant que « la journée à venir pourrait déboucher sur une situation compliquée »,,.
Le lendemain, la division consolide sa position. Le point Lion, situé au sud-ouest de Tiger est capturé mais une tentative de s'emparer des dernières portions de Tugun est repoussée. Du fait de ces combats, la 70e division souffre d'une pénurie de munitions pour son artillerie. En outre, en raison des combats entre blindés qui ont lieu au sud, Scobie reçoit l'ordre de ne plus progresser. W. E. Murphy, l'auteur de l' Histoire officielle de la Nouvelle-Zélande durant la Seconde Guerre mondiale, souligne que les combats des blindés britanniques et de la 70e division ont engendré une profonde division dans le camp ennemi et, de ce fait, si la 32e brigade blindée l'avait essayé, elle aurait pu s'emparer d'Ed Duda. Dès lors, ce succès aurait menacé les plans allemands tout en soulageant la 7e division blindée.

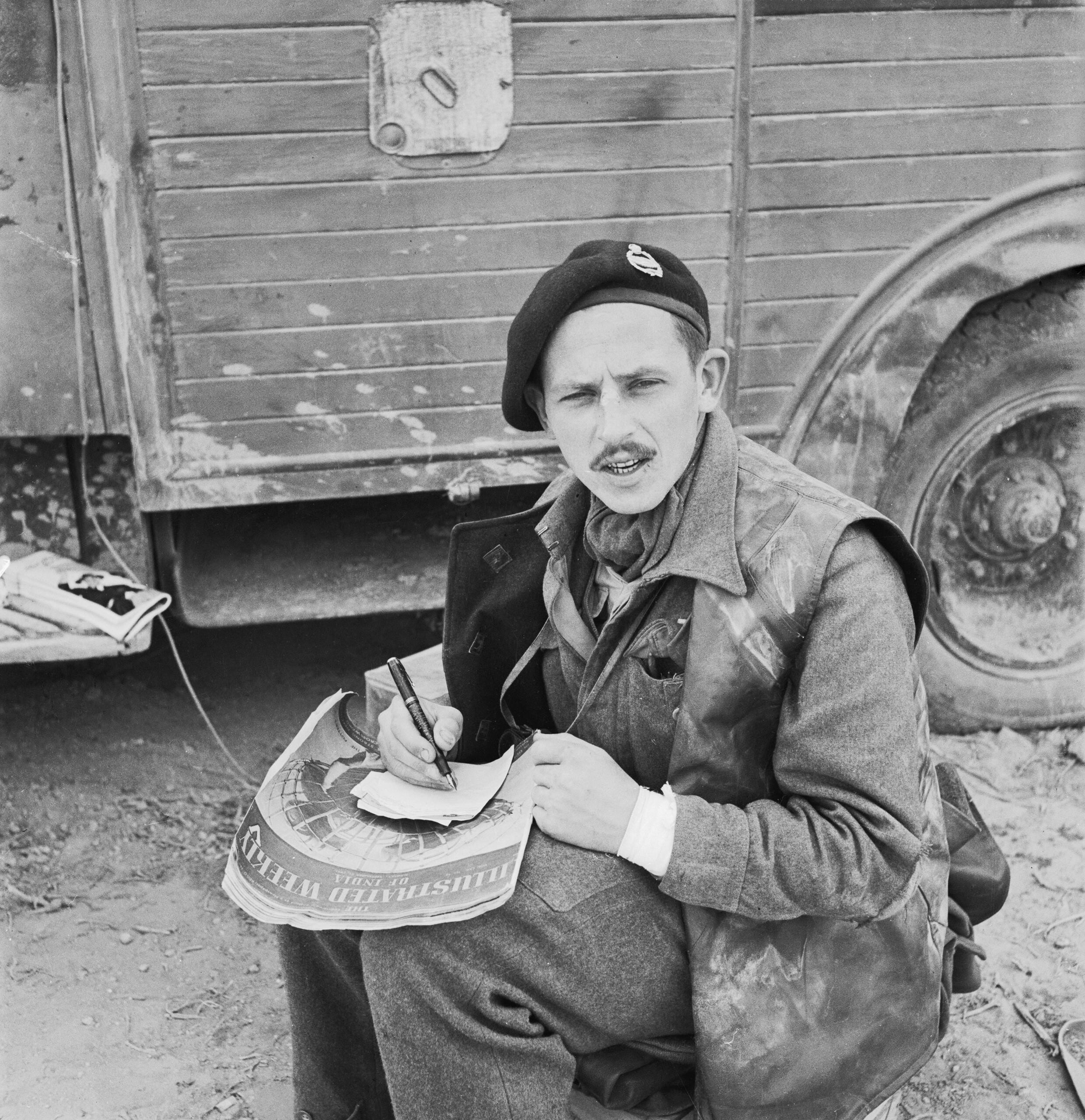
Le capitaine Philip John Gardner qui a reçu la Victoria Cross lors des combats.

Au sud, après avoir temporairement vaincu les blindés britanniques, Rommel lance l'Afrika Korps et les divisions mobiles italiennes vers l'Égypte. Il cherche à libérer les garnisons italiennes assiégées le long de la frontière et à couper les lignes de ravitaillement britanniques. En outre, il désire infliger une lourde défaite à la Huitième armée. Même s'il parvient à susciter une certaine panique parmi les unités les moins expérimentées, l'offensive est trop faible et rencontre des difficultés face à des positions bien préparées. Dans le même temps, la 2e division néo-zélandaise progresse en contournant les positions défensives italiennes à la frontière. Le 24 novembre, elle peut avancer vers Tobrouk et, le lendemain, elle atteint Zaafran et reprend l'aérodrome disputé de Sidi Rezegh.
Depuis ces positions conquises, les Néo-Zélandais reçoivent l'ordre de prendre Belhamed, la localité de Sidi Rezegh et Ed Duda. Ces attaques doivent précéder une nouvelle tentative de sortie par la 70e division. Scobie a informé le Lieutenant-Général Alfred Reade Godwin-Austen, qui dirige le XIIIe Corps, que les positions entre ses hommes et Ed Duda sont puissamment défendues. Godwin-Austen assure à Scobie qu'il n'a aucune obligation d'attaquer tant que les Néo-Zélandais ne se sont pas emparés d'Ed Duda. Ceux-ci mènent une attaque nocturne et prennent Belhamed en dépit d'une forte résistance mais ils ne parviennent pas à progresser plus loin.

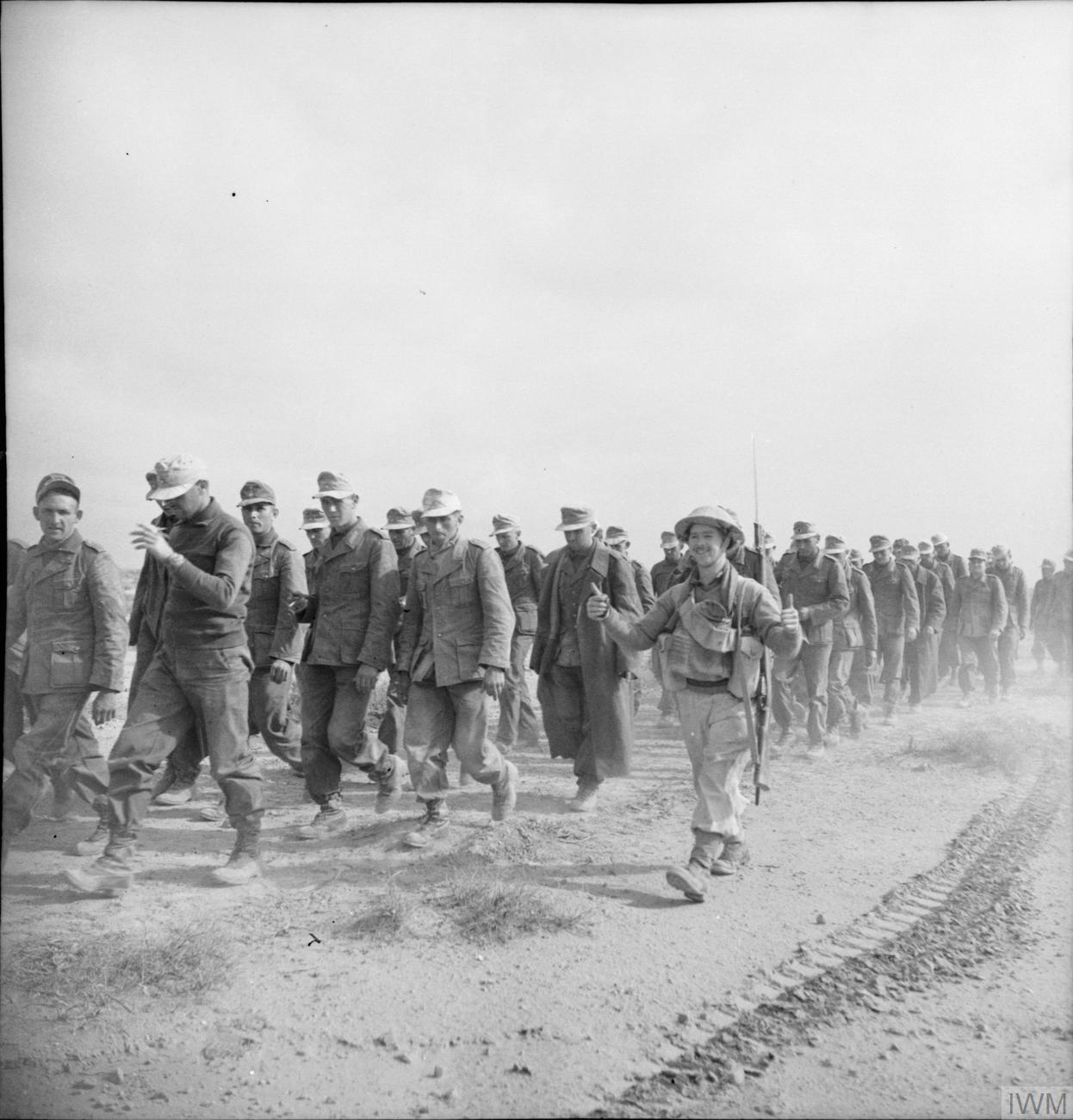
Un membre de la 70e accompagnant des prisonniers de l'Axe.

Ronald Scobie est conscient qu'Ed Duda est toujours entre les mains de l'Axe et que les Néo-Zélandais se sont enlisés en tentant de contourner la position, confrontés à de difficiles combats. Pour autant, il ordonne à ses hommes de tenter de prendre la localité. Le 1st Essex Regiment, qui bénéficie du soutien des mitrailleuses du Royal Northumberland Fusiliers et de la 32e brigade blindée, commence son attaque juste après midi le 26 novembre. L'artillerie de l'Axe endommage deux chars avant même qu'ils n'aient commencé à progresser mais les 7,2 kilomètres restants sont franchis sans dommages. Le 4e Régiment royal blindé parvient à réduire au silence plusieurs positions de l'Axe et est rejoint par la Compagnie Z du Royal Northumberland Fusiliers, qui l'aide à éliminer une autre position. Par la suite, le 1st Essex Regiment reçoit l'ordre de rejoindre les blindés.
Le 1st Essex progresse maintenant vers Ed Duda par une autre approche, moins fortifiée. Un bombardement d'artillerie suivi d'une approche par les troupes britanniques suffisent à convaincre la section italienne chargée de la défense de la position de se défendre. A 15 heures, Ed Duda est entre les mains des Britanniques et les hommes de l'Essex Regiment commencent à consolider leur position. Après la capture de la localité, plusieurs contre-attaques de l'Axe sont lancées. Trois charges allemands infligent de lourdes pertes à un détachement britannique devant la principale position du 1st Essex, avant d'être repoussés. Deux compagnies d'infanterie progressent ensuite mais subissent des tirs importants. Dans les combats qui s'ensuivent, le 1st Essex s'empare de plus de 110 prisonniers. À la fin de la journée, la conquête d'Ed Duda est garantie pour des pertes s'élevant à soixante-cinq hommes seulement. Durant la soirée, les Néo-Zélandais renouvellent leurs offensives et parviennent à faire la liaison avec la 70e division, coupant les lignes de communication de l'Axe.
Le 27 novembre, Rommel abandonne son attaque et ordonne à l'Afrika Korps et aux troupes italiennes de se replier vers la zone de Tobrouk. Le 29 novembre, les forces blindées de l'Axe lancent l'offensive contre la 70e division et les forces néo-zélandaises. Autour de cinquante chars de la 15e Panzerdivision font face aux armes antichars du 1st Essex soutenues par des chars d'infanterie. Plusieurs chars britanniques sont touchés et les autres se replient. Les armes antichars du 1st Essex sont réduites au silence tandis que trois cents soldats allemands du 2e bataillon du 115e régiment d'infanterie progressent. Deux compagnies du 1st Essex sont rapidement submergées et 150 hommes se rendent. Alors que la nuit tombe, les blindés britanniques et allemands s'affrontent de nouveau avant que les derniers ne se replient. Grâce à la couverture de la nuit, le 1/13th Battalion australien reçoit l'ordre de contre-attaquer avec les onze derniers chars du 4e régiment blindé royal. Des éléments de l'Essex battalion se joignent à cet assaut qui parvient à reprendre le terrain perdu et à s'emparer de 167 prisonniers pour seulement vingt-cinq hommes perdus. Moins de soixante Allemands parviennent à se replier jusqu'à leurs lignes.
L'attention des forces de l'Axe se concentre désormais sur la division néo-zélandaise. Après les combats récents, moins de 4 500 hommes de la division, qui ont rejoint les Britanniques de la 70e division, se replient vers la frontière pour se réorganiser et reconstituer ses effectifs. De ce fait, la 70e division est de nouveau isolée. Le 1er décembre, Godwin-Austen s'inquiète du fait que la 70e division est toujours exposée vers Ed Duda, car il estime, comme l'état-major de la 70e division, que la position est intenable. De l'infanterie a renforcé le terrain conquis, la 14e brigade d'infanterie tient une ligne d'Ed Duda jusqu'à 4,8 kilomètres vers le nord-est. Le 1st Essex est toujours enterré à Ed Duda avec le 19e bataillon néo-zélandais au nord-est, le 4th Border Regiment, le 18e bataillon néo-zélandais à l'est et le 1st Bedfordshire and Hertfordshire Regiment au nord à Bir (Magen) Belhamed et au niveau de la position dite Leopard. Le commandant du 1st Essex rapporte alors que la position est bien préparée et se montre confiant quant aux capacités à repousser un assaut adverse, ce qui lui vaut la reconnaissance de Scobie.
Durant plusieurs jours, la 70e division subit des bombardements et, le 1er décembre, une attaque mal coordonnée de la 90e division allemande est repoussée par le 18e bataillon néo-zélandais. Le lendemain, une plus grande attaque est lancée contre le 1st Bedfordshire and Hertfordshire Regiment. Cette offensive est aussi repoussée, infligeant de lourdes pertes à l'un des bataillons allemands. Le 4 décembre, des éléments de la 21e division blindée allemande, soutenus par une formation ad hoc de cinq cents soldats allemands, de membres du génie italien et par de l'artillerie de la 90e division, lancent une attaque contre Ed Duda. Elle rencontre l'opposition du 1st Essex, du 4th Borders, du 18th New Zealanders et d'éléments de 32e brigade blindée. De nouveau, les Allemands sont vaincus et le 4th Borders, soutenu par des blindés, contre-attaque et progresse de plus de 900 mètres, concédant la perte de quinze tanks au cours de l'opération.
La 70e division prévoit une autre attaque pour s'emparer d'El Adem mais le cours de la bataille la rend inutile. L'incapacité des Allemands et des Italiens à vaincre la 70e division et à la contraindre à se retirer vers Tobrouk a des conséquences stratégiques importantes. Rommel en vient à la conclusion que ses forces ne peuvent plus maintenir le siège, en raison de leur étirement trop important. De ce fait, il décide de leur repli vers l'est de Tobrouk. La 70e fait alors sa jonction avec les autres formations de la VIIIe Armée pour se lancer à la poursuite des forces de l'Axe, avant de revenir à Tobrouk le 12 décembre. Durant le mois de décembre, l'opération Crusader se poursuit et les forces de l'Axe se replient vers El Agheila. Dans le même temps, la 70e est envoyée en Égypte pour que ses effectifs se reposent et se recomposent. Du fait d'un manque de moyens de transports, ce transfert s'étale jusqu'à la mi-janvier mais, à la fin du mois, la division repart vers la Syrie, dans un camp près de Damas.

### Transfert en Inde et démantèlement

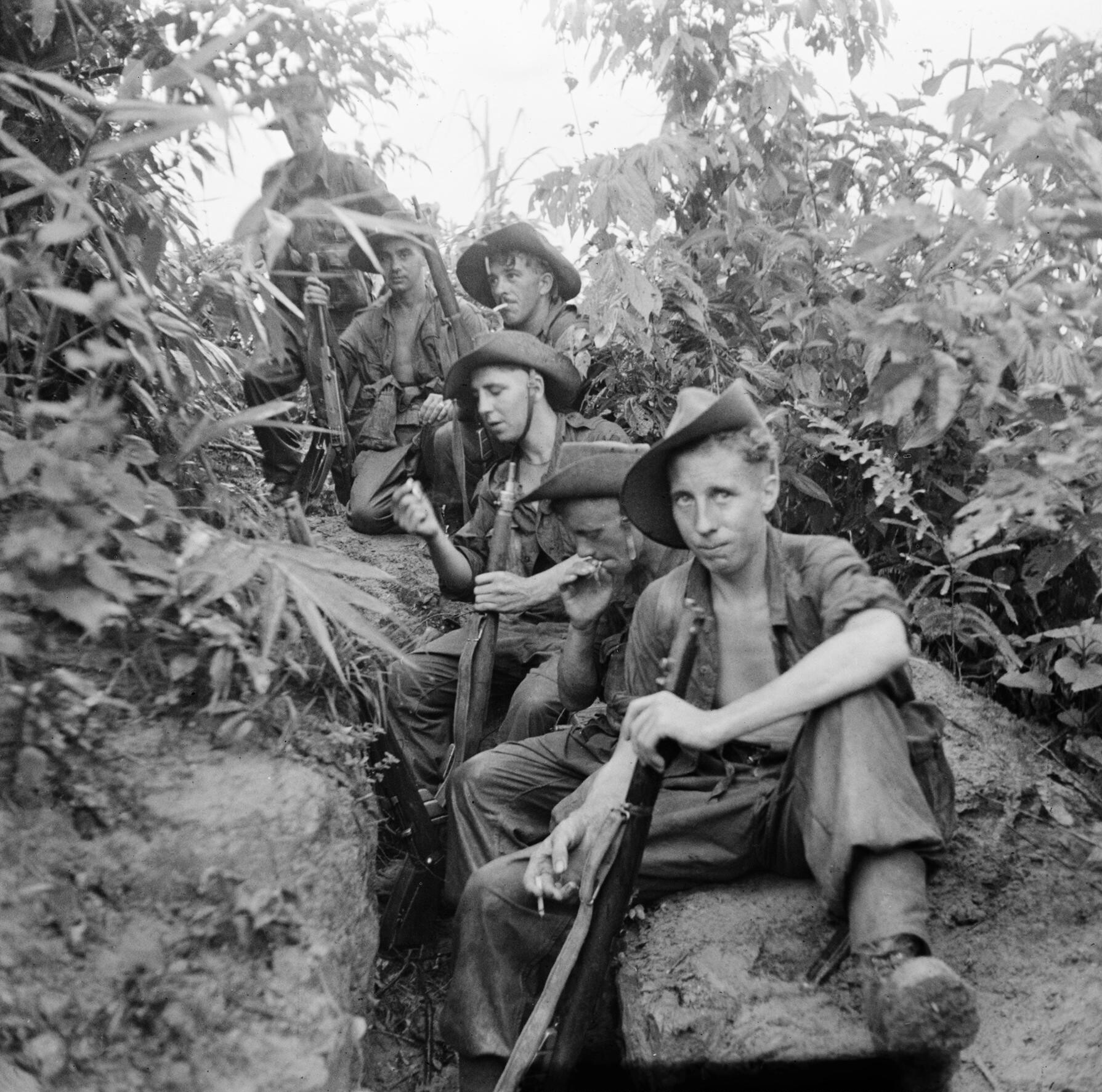
Des hommes du 2nd Battalion York and Lancaster Regiment, appartenant auparavant à la, se reposant lors d'une patrouille en Birmanie.

Au cours de la nuit du 7-8 décembre 1941, une heure avant l'attaque de Pearl Harbor, l'empire du Japon entre en guerre au travers l'invasion japonaise de la Malaisie. Quatre heures après les frappes sur Pearl Harbor, la bataille de Hong Kong commence et se termine le jour de Noël. Le 15 janvier 1942, l'offensive japonaise se poursuit avec l'invasion de la Birmanie. En outre, le 15 février, Singapour chute et, au cours du mois de février, la 70e division commence à quitter l'Égypte. Le 17 février, l'ordre est donné pour son transfert en Inde. Le lendemain, le Major-General George Symes en devient le commandant. L'unité embarque à Suez et quitte définitivement l'Égypte le 28 février. La division, diminuée de la 16e brigade, atteint Bombay le 10 mars. Face à la menace d'une invasion de l'île de Ceylan, la 16e brigade y est envoyée comme renfort. Elle y reste jusqu'en 1943, quand elle rejoint la 70e division. En juin 1942, la 70e division est positionnée près de Ranchi, aux côtés de la 50e brigade blindée indienne, avec laquelle elle forme une partie de la réserve de l'Eastern Army. La division est alors perçue comme bien entraînée et, avec la 23e division indienne, elle constitue une réserve mobile contre un éventuel débarquement japonais ou une progression de l'adversaire à l'Arakan en Birmanie. À Ranchi, la division est aussi engagée dans des entraînements de combats dans la jungle.
En août 1942, le mouvement Quit India suscité par Gandhi débouche sur des actions de désobéissance civile à travers le Bihar, l'Orissa et le Bengale. La 70e division y est alors déployée pour mettre fin à ces perturbations et protéger les chemins de fer de Bihar. Dès que le pouvoir civil est restauré dans les zones perturbées, la 70e division est de nouveau stationnée à Ranchi et reprend ses entraînements au sein du XVe Corps. Le commandant de celui, le Lieutenant-General William Joseph Slim, écrit dans ses mémoires que la 70e division « était l'une des meilleures formations britanniques que j'ai rencontrées, avec un splendide esprit de combat endurci, acquis au Moyen-Orient ».
En avril 1943, Slim demande que la 70e division soit retirée de la réserve de l'Eastern Army pour relever des unités sur le front de l'Arakan. Toutefois, les éléments de la 70e division ne sont que progressivement redéployés. La 23e brigade d'infanterie arrive dans la zone de l'Arakan en mai. En juin, le reste de la division fait toujours partie de la force de réserve de l'Eastern Army.
Le 14 février 1943, le brigadier Orde Charles Wingate lance l'opération Loinclith. Cette opération voit l'intervention de la 77e brigade d'infanterie indienne derrière les lignes japonaises, soutenue par du ravitaillement aérien et tendant des embuscades aux Japonais et détruisant leurs lignes de chemin de fer. Elle revient ensuite vers les lignes britanniques au cours du mois d'avril, ayant perdu près d'un tiers de ses effectifs, le reste étant « très affaibli par la fatigue, la malnutrition, la dysenterie et la malaria » selon Christopher Chant. En août 1943, Wingate est envoyé pour assister à la Conférence de Québec. Churchill et les Américains sont alors très impressionnés par la Special Force (les Chindits) de Wingate, et demandent qu'elle soit renforcée. C'est à cette occasion que la 70e division est démantelée et que ses unités sont transférées dans la Special Force.
Claude Auchinleck, qui est maintenant commandant en chef en Inde, s'oppose fermement à ce démantèlement, préférant le maintien de la 70e division. Il propose plutôt d'utiliser la 81e division, qui vient tout juste d'arriver, pour servir à compléter la Special Force. Toutefois, Winston Churchill décide de soutenir Wingate. Le 6 septembre, la division commence à être réorganisée.
Le 25 octobre, la division commence à être démantelée et ses hommes sont transférés dans la Special Force. En dépit de son rang, Symes devient le commandant en second de Wingate et tente d'empêcher la disparition des différentes unités de la division, pour sauvegarder les traditions, l'histoire et l'esprit de corps de la structure régimentaire de l'armée britannique, ce qui lui permet d'assurer une transition douce vers la Special Force. Le 24 novembre, la 70e division est officiellement dissoute.
L'historien Stanley Kirby estime que la 70e division, qui est la division britannique la mieux entraînée et la plus expérimentée, a été dissoute pour renforcer la Special Force, qui englobe à terme un sixième de l'infanterie du South East Asia Command. Il estime que si la division avait été maintenue, elle aurait pu renforcer la 14e Armée, rendant la défense d'Imphal et de Kohima en 1944 plus facile. L'historien F. W. Perry écrit « qu'il est difficile de nier le fait que les résultats de la Special Force ne sont pas à la hauteur des ressources investies ». En outre, il affirme que la Special Force n'est pas assez puissamment armée pour reprendre des positions fortifiées ou de les conserver en cas de conquête. Ainsi, il conclut qu'elle « a infligé plus de dommages et d'embêtements à l'armée britannique qu'aux Japonais ». De même, Slim note dans ses mémoires que « le démantèlement de la 70e division est une erreur, dès lors qu'elle est la seule division britannique apte au combat dans la jungle, et qu'elle aurait été bien plus efficace en tant que formation conventionnelle qu'en tant que composante de la Special Force ».

## Général en chef
- 10 octobre 1941: - Major-Général Ronald Scobie
- 10 février 1942: - Brigadier. C.E.N. Lomax
- 18 février 1942: - Major-Général. G.W. Symes

## Composition

### 14ebrigaded'infanterie
- 1st Battalion, Bedfordshire and Hertfordshire Regiment
- 2d Battalion, York and Lancaster Regiment ou 2d Battalion, York and Lancaster Regiment
- 2d Battalion, Black Watch

### 16ebrigaded'infanterie
- 2d Battalion, The Leicestershire Regiment
- 2d Battalion, The Queen's Own Royal West Kent Regiment ou Queen's Own Royal Regiment
- 2d Battalion, The King's Own Royal Border Regiment ou King's Own Royal Regiment

### 23ebrigaded'infanterie
- 1st Battalion, Essex Regiment
- 1st Battalion, Durham Light Infantry
- 4th Battalion, The Border Regiment